# Mark Williams Ardington
Mark Williams Ardington é um especialista em efeitos visuais estadunidense. Venceu o Oscar de melhores efeitos visuais na edição de 2016 por Ex Machina, ao lado de Andrew Whitehurst, Paul Norris e Sara Bennett.